# 市原市立国府小学校
市原市立国府小学校（いちはらしりつ こくふしょうがっこう）は、千葉県市原市村上にある公立小学校。文部科学省の学校コードはB112210004397、旧学校調査番号は121057。各学年20名から在籍児童数を除いた数を定員として、市内全域からの通学を認める市原市小規模学級特認校に指定されている。

## 概要
市原市北西部の五井地区に位置する。高度成長期頃に五井町立村上小学校が五井町立五井小学校に統合された後、すぐに村上小学校とほぼ同じ範囲を通学区域として分離開校した新設校であるが、現在は児童数があまり多くなく、2013年（平成25年）度からは、市原市小規模学級特認校に指定されている。市内の学校で木造の本校舎を使用していたのは本校が最後であり、1984年（昭和59年）に鉄筋コンクリート造の新校舎に移転するまで使用された。

## 沿革

### 概歴

#### 村上小学校
1874年（明治7年）に村上小学校として開校する。1890年（明治23年）に五井尋常小学校に統合され、五井尋常小学校村上分校となるが、2年後には村上尋常小学校として再び独立した。1941年（昭和16年）に国民学校令の公布によって村上国民学校となり、1947年（昭和22年）に学校教育法の施行によって五井町立村上小学校となる。1956年（昭和31年）に市原村のうち、根田・惣社・加茂・西広の4大字が五井町に編入したため、この4大字を通学区域として惣社分校が設置された。1958年（昭和33年）には学区編制が実施され、本校の通学区域は村上、根田・西広・小折・西野・十五沢・柳原、惣社分校の通学区域は惣社・加茂となった。1959年（昭和34年）1月に村上小学校と惣社分校は閉校となり、五井町立五井小学校に統合された。

#### 国府小学校
1959年（昭和34年）4月に五井町立五井小学校から分離して、五井町立国府小学校が五井町で6番目の小学校として設置された。なお、五井町内の小学校の新設はこれ以降ない。1963年（昭和38年）には町村合併によって新たに市原市が発足し、市原市立国府小学校に改称した。1978年（昭和53年）には、市組合が施行した国分寺台の開発が進行して児童数が増加してきたことから、本校の児童数が最大の653名となった。その翌年である1979年（昭和54年）に、市原市立国分寺台小学校を分離している。1984年（昭和59年）には、それまで使用していた市内最後の木造の校舎から鉄筋コンクリート造の新校舎に移転した。以後児童数は減少を続け、2012年（平成24年）度末には去最低の56名となっている。翌年の2013年（平成25年）からは、市原市立海上小学校と共に市原市小規模学級特認校に指定され、児童数は微増傾向にある。

### 年表
- 1874年（明治7年）4月10日 - 村上小学校として開校[5]。
- 1890年（明治23年）4月 - 五井尋常小学校に統合される[6]。
- 1892年（明治25年） - 村上尋常小学校として開校[6]。
- 1941年（昭和16年）4月1日 - 村上国民学校となる[7]。
- 1947年（昭和22年）4月1日 - 五井町立村上小学校となる[7]。
- 1956年（昭和31年）7月1日 - 惣社分校設置[7]。
- 1958年（昭和38年）
  - 10月1日 - 学区編制実施[5]。
  - 11月15日 - 木造新校舎完成[5]。
- 1959年（昭和34年）
  - 1月28日 - 五井町立村上小学校閉校[5]。
  - 4月1日 - 五井町立国府小学校として開校[5]。
- 1962年（昭和37年） - 職員により校歌完成[5]。
- 1963年（昭和38年）5月1日 - 市原市立国府小学校となる[5]。
- 1979年（昭和54年）4月1日 - 市原市立国分寺台小学校を分離[5]。
- 1984年（昭和59年）3月1日 - 市内最後の木造校舎から鉄筋コンクリート造校舎に移転[5]。
- 2013年（平成25年）4月1日 - 小規模学級特認校指定[3]。

## 施設

### 敷地
敷地の詳細は以下の通りである。
| 所在地     | 〒290-0031 千葉県市原市村上1402番地1 |
| 所有者     | 市原市                               |
| 敷地面積   | 11,721m2                             |
| 用途地域   | なし                                 |
| 指定建蔽率 | 60%                                  |
| 指定容積率 | 100%                                 |
| 取得価格   | 499,650,000円                        |

### 建物
敷地内の建物は以下の通りである。
| 棟番号 | 棟名称     | 構造 | 階数 | 階数 | 延床面積   | 建築年 | 耐震   | 耐震 | 備考 |
| 棟番号 | 棟名称     | 構造 | 地上 | 地下 | 延床面積   | 建築年 | 基準   | Is値 | 備考 |
| ------ | ---------- | ---- | ---- | ---- | ---------- | ------ | ------ | ---- | ---- |
| 001    | 校舎-1     | RC造 | 3    | 0    | 2,552.00m2 | 1984年 | 新基準 | 不明 |      |
| 002    | 体育館     | RC造 | 1    | 0    | 823.00m2   | 1985年 | 新基準 | 不明 |      |
| 003    | 校舎・園舎 | 木造 | 1    | 0    | 41.00m2    | 1984年 | -      | -    |      |
| 004    | 倉庫・物置 | S造  | 1    | 0    | 27.00m2    | 1984年 | -      | -    |      |
| 005    | 倉庫・物置 | S造  | 1    | 0    | 21.00m2    | 1995年 | -      | -    |      |
| 006    | 倉庫・物置 | S造  | 1    | 0    | 7.00m2     | 1978年 | -      | -    |      |

## 規模
2022年（令和4年）5月1日現在の学校規模は以下の通りである。
| 児童数       | 80名     |
| 学級数       | 8学級    |
| 通学区域面積 | 2.687km2 |
| 通学区域人口 | 1,798人  |

## 通学区域
以下の町丁字とその範囲を通学区域として指定している。
- 村上の一部
- 惣社（住居表示未施行区域）の一部
- 根田（住居表示未施行区域）の一部
- 廿五里の一部
- 更級3丁目

## 通学区域内施設
通学区域内の主な施設は以下の通りである。
- 上総村上駅
- 館山自動車道市原インターチェンジ
- 市原バスターミナル
- 東日本高速道路 関東支社市原管理事務所
- 村上城跡
- 社会福祉法人クローバー会クローバー学園

## 中学校区
- 市原市立五井中学校

## 隣接小学校区
- 市原市立五井小学校
- 市原市立国分寺台小学校
- 市原市立国分寺台西小学校
- 市原市立東海小学校
- 市原市立海上小学校

## アクセス
- 上総村上駅から徒歩4分